# Masha (woreda)
Pour les articles homonymes, voir Masha (Éthiopie) et Masha.
Masha est un woreda de la zone Sheka de la région Éthiopie du Sud-Ouest. Partie nord de l'ancien woreda Masha Anderacha, ce district a 40 810 habitants en 2007. Son chef-lieu, la ville de Masha, s'en détache récemment. 

## Situation
Situé dans le nord de la zone Sheka, ce district est limitrophe de la zone Illubabor de la région Oromia.
Sa limite nord qui suit approximativement la rivière Geba (en) est dans le bassin versant du Nil Blanc par le Baro.
|      | Didu (en) |       |
| Nono | Masha     | Gesha |
|      | Anderacha |       |

## Histoire
Au XXe siècle, la ville de Masha est la capitale de l'awraja Mocha dans la province Illubabor. 
À la mise en place des régions en 1995, elle est le centre administratif de la zone Sheka[à vérifier] de la région des nations, nationalités et peuples du Sud. Elle perd ce statut à la création de la zone Keficho Shekicho en 1996 où elle n'est plus que le chef-lieu du woreda Masha Anderacha. Elle redevient toutefois le centre administratif de la zone Sheka dès la fin de l'année 2000 lorsque celle-ci est rétablie aux côtés de la zone Keffa.[réf. souhaitée]
Masha Anderacha compte 46 165 habitants au recensement de 1994 tandis que les woredas Masha et Anderacha auront respectivement 40 810 et 23 985 habitants au recensement de 2007.
En 2004, le ministère de l'agriculture  propose Masha Anderacha dans un programme de réinstallation volontaire qui conduit à l'installation sur place de plus de 2 000 personnes venant d'autres zones. 
La zone Sheka se rattache à la nouvelle région Éthiopie du Sud-Ouest en 2021.

## Population
Au recensement national de 2007, Masha compte 40 810 habitants dont 17 % de citadins qui sont les 6 787 habitants de la ville de Masha.
Environ 56 % des habitants du district sont protestants, 33 % sont orthodoxes, 7 % sont de religions traditionnelles africaines et 2 % sont musulmans.
En 2022, la population est estimée sur le même périmètre à 62 514 personnes avec une densité de population de 82 personnes par km2 et 764 km2 de superficie,.
Le district perd cependant la ville de Masha au début des années 2020,.